# Oberon (Australie)
Pour les articles homonymes, voir Oberon.
Oberon est une ville australienne située dans la zone d'administration locale d'Oberon, dont elle est le chef-lieu, en Nouvelle-Galles du Sud.

## Géographie
La ville est située à 75 km à l'ouest de Sydney et à 240 km au nord-est de Canberra. Établie à 1 113 m d'altitude, dans la Cordillère australienne, elle connait des chutes de neige en hiver.
La ville est proche des grottes de Jenolan et du parc national Kanangra-Boyd. Elle possède un lac artificiel dont le pourtour est parcouru par des sentiers de randonnée.
Les principales activités de la ville sont l'agriculture et l'industrie du bois.

## Démographie
La population s'élevait à 3 185 habitants en 2011 et à 3 256 habitants en 2016.

## Histoire
Le bureau de poste de Fish River Creek est ouvert en 1855 et rebaptisé Oberon in 1866.
De 1923 à 1979, Oberon était desservie par une voie de chemin de fer avec une pente qui atteignait par moments 4 % et des rayons de courbure de 100 mètres.

## Liens externes

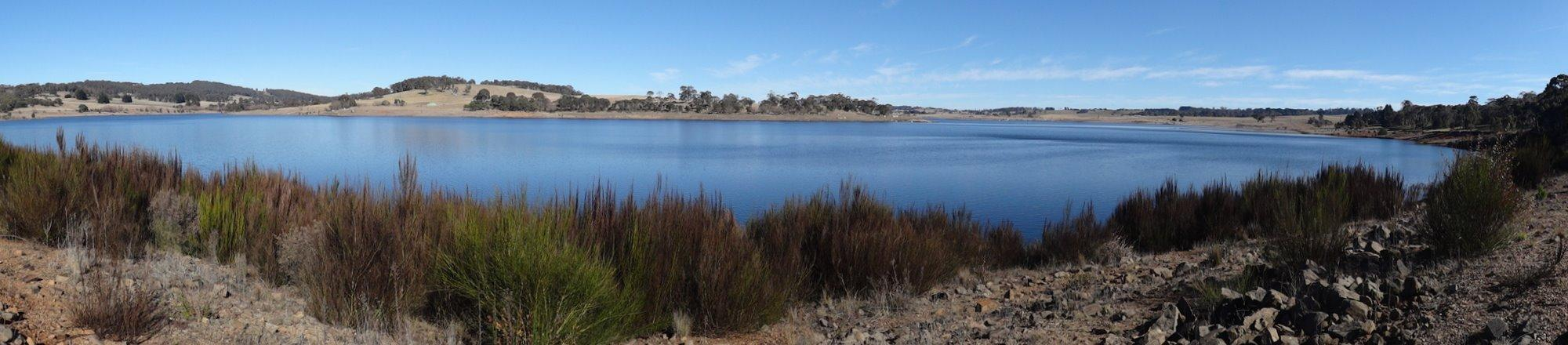
Le lac d'Oberon